# Alleanza Nazionale
Alleanza Nazionale (dansk: den nationale alliance) var et højreorienteret og nationalkonservativt parti i Italien. Partiet eksisterede fra 1994 til 2009.

## Postfascistisk og kristendemokratisk
Partiet var en fortsættelse af det nyfascistiske parti Movimento Sociale Italiano (den «Italienske Sociale Bevægelse», MSI), men partiet optog også konservative elementer fra det opløste tidligere regeringsparti Democrazia Cristiana (de kristelige demokrater). Partiet opfattede sig selv en et efterfascistisk parti. 

## Alliance med Berlusconi
Partiet samarbejdede med Silvio Berlusconis Forza Italia. Alleanza Nazionale var således repræsenteret i Berlusconis regeringer i 1994-1995, 2001-2006 og fra 2008. 
Ved valget i 2008 var de to partier de største deltagere i valgalliancen Il Popolo della Libertà (dansk: Frihedens Folk). Valgalliancen blev omdannet til et parti i 2009, og de tidligere partier ophørte med at eksistere.

## Politikere
Gianfranco Fini (født 1952) var leder af partiet. Han har været udenrigsminister, vicestatsminister og formand for deputeretkammeret. 
Den tidligere fodboldspiller Stefano Tacconi (født 1957) har forgæves forsøgt at blive valgt for partiet til Europa-Parlamentet og til byrådet i Milano.  
Et andet kendt medlem var Alessandra Mussolini (født 1962). Hun er sønnedatter af diktatoren Benito Mussolini (1883 – 1945) og søsterdatter til Sophia Loren (født 1934). Under et besøg i Israel i 2003 kaldte Gianfranco Fini fascismen for "det tyvende århundredes absolutte ondskab"
Som en protest med denne kritik af sin farfar brød Alessandra Mussolini med "Alleanza Nazionale". I stedet dannede hun det lille parti Azione Sociale (Social Aktion eller Social Handling). Dette parti blev en del af Il Popolo della Libertà i 2009.  
Alessandra Mussolini er medlem af senatet fra marts 2013. Hun var medlem af deputeret kammeret i 1992 – 2004 og i 2008 – marts 2013. Hun var medlem af Europa-Parlamentet 2004 – 2008.    